# 開慶
開慶（かいけい）は、中国・南宋の理宗の治世に使用された元号。1259年。

## 西暦・干支との対照表
| 開慶 | 元年   |
| 西暦 | 1259年 |
| 干支 | 己未   |

## 出来事
- 宝祐6年
  - 12月1日（モンゴル帝国憲宗8年12月2日）：翌年より踰年改元の詔が下る。
- 開慶元年
  - 正月23日：賈似道が枢密使・京西湖南北四川宣撫大使となる。
  - 2月：合州がモンゴル軍により包囲される。
  - 6月2日：呂文徳が重慶に入って四川の軍民を按撫する。
  - 7月21日：憲宗が合州の釣魚山にて病死。これにより、モンゴルの主力軍は北還する。
  - 9月：クビライのモンゴル軍が鄂州を包囲する。
  - 11月：モンゴルの別働隊が広西を経て湖南に侵入したが、すぐに退却する。
  - 閏11月8日：鄂州の包囲が解ける。
  - 12月13日：翌年より「景定」へ踰年改元の詔が下る。

## 他の王朝
- モンゴル帝国 - 憲宗モンケの9年